# DJ. B
DJ. B właściwie Michał Olszański (ur. 14 sierpnia 1982), znany również jako DJ Brzydal i DJ Dobry Chłopak – polski DJ i producent muzyczny. Współpracował m.in. z takimi zespołami jak: Molesta Ewenement, Hemp Gru, Zipera, WWO, czy Mor W.A. W dorobku artystycznym posiada sześć wydanych mixtape’ów.
W 2001 roku, w eliminacjach mistrzostw świata Vestax – Extravaganza został wicemistrzem Europy Wschodniej. Kilka lat później (2004) w tych samych zawodach był w pierwszej 10. Na przestrzeni ostatnich miesięcy wyprodukował 2 dubstepowe remiksy: Sokół / Marysia Starosta „Sztruks” oraz Zdzisława Sośnicka „Aleja Gwiazd”.

## Dyskografia
Albumy
| Tytuł                                              | Dane dot. albumu                                              |
| -------------------------------------------------- | ------------------------------------------------------------- |
| Sztuka walki wojownika (jako DJ Dobry Chłopak)     | - Data: 2001 - Wydawca: brak (mixtape)                        |
| Styl pijanego mistrza (jako DJ Dobry Chłopak)      | - Data: 2002 - Wydawca: brak (mixtape)                        |
| Wejście smoka (jako DJ Dobry Chłopak)              | - Data: 7 kwietnia 2005 - Wydawca: brak (mixtape)             |
| Mixtape 2008 (jako DJ. B)                          | - Data: 15 kwietnia 2008 - Wydawca: Respekt Records (mixtape) |
| Mixtape DJ.B Kontra Molesta Ewenement (jako DJ. B) | - Data: 8 stycznia 2009 - Wydawca: Respekt Records (mixtape)  |
| Mixtape Plan B (Epizod 1) (jako DJ. B)             | - Data: 18 grudnia 2010 - Wydawca: Respekt Records (mixtape)  |
| Zaraza (oraz Szczur)                               | - Data: 1 listopada 2013 - Wydawca: Step Records              |

Inne
| Album                                           | Rok  | Uwagi | Źródło |
| ----------------------------------------------- | ---- | --- | ------ |
| Hemp Gru – To jest to (singel)                  | 2004 | scratche w utworze „To jest to” | [ 9 ]  |
| Molesta Ewenement – Molesta i kumple            | 2008 | produkcja utworu „Dj B Track” oraz scratche i cuty w utworach „Nikt i nic”, „Mówię nie”, „Tych kilka...”, „Na wszelki wypadek”, „Inspiracje” i „Lubię się włóczyć”                               | [ 10 ] |
| Pokój z Widokiem na Wojnę – 2010                | 2010 | scratche w utworze „Gra pozorów” | [ 11 ] |
| Pezet i Małolat – Dziś w moim mieście           | 2010 | produkcja utworu „Co by to zmieniło” | [ 12 ] |
| Sokół i Marysia Starosta – Czysta brudna prawda | 2011 | remiks utworu „Sztruks” | [ 13 ] |
| Parias – Parias                                 | 2011 | scratche w utworze „Parias” i „Kariery” | [ 14 ] |
| Pokój z Widokiem na Wojnę – Droga wojownika     | 2011 | produkcja utworu „Egzotyczna przygoda” | [ 15 ] |
| Sokół i Marysia Starosta – Czarna biała magia   | 2013 | scratche w utworach „Jak walec”, „W dół brzuchem” i „Chujowo wyszło” | [ 16 ] |
| Włodi – Wszystko z dymem                        | 2014 | scratche w utworach „T&T” i „1996”, produkcja utworów „Zapałki” i „W drodze po towar” oraz produkcja i scratche w utworach „Pod numerem trzecim”, „W słońcu”, „Proces spalania”, „Detektor dymu” | [ 17 ] |
| Pokój z Widokiem na Wojnę – Grawitacja          | 2014 | scratche w utworze „Grawitacja” | [ 18 ] |

## Teledyski
| Tytuł                                                  | Rok  | Reżyseria/Realizacja        | Album  | Źródło |
| ------------------------------------------------------ | ---- | --------------------------- | ------ | ------ |
| „Dom zły” (oraz Szczur; gościnnie: Sokół, Pezet, Juas) | 2013 | Krzysztof Kiziewicz         | Zaraza | [ 19 ] |
| „Śmierć kliniczna” (oraz Szczur; gościnnie: Medium)    | 2013 | Smoła Studio                | Zaraza | [ 20 ] |
| „Chore miasto” (oraz Szczur; gościnnie: Hades)         | 2013 | Evil Eye Studio, M.L. Filmz | Zaraza | [ 21 ] |
| „Świt” (oraz Szczur; gościnnie: VNM, W.E.N.A.)         | 2013 | Filmotion                   | Zaraza | [ 22 ] |
| „Jak sen” (oraz Szczur; gościnnie: Małpa)              | 2013 | Filmotion                   | Zaraza | [ 23 ] |

## Filmografia
| Tytuł                     | Rok  | Uwagi                                                                                                 | Źródło |
| ------------------------- | ---- | --- | ------ |
| „Pionierzy stylu – Włodi” | 2014 | film dokumentalny, realizacja: Michał Kowal, Jacek „Merd” Wszoła, Piotr „Steez” Szulc, Kamil Sołdacki | [ 24 ] |